# Velké Albrechtice (przystanek kolejowy)
Velké Albrechtice – przystanek kolejowy we wsi Velké Albrechtice, w kraju morawsko-śląskim, w Czechach. Znajduje się na wysokości 280 m n.p.m. i leży na linii kolejowej nr 279.